# Терсянська сільська рада
| Терсянська сільська рада — колишній орган місцевого самоврядування у Новомиколаївському районі Запорізької області з адміністративним центром у с. Терсянка. Історична дата утворення: в 1943 році. Водоймища на території, підпорядкованій даній раді: річка Терса. Сільській раді підпорядковані населені пункти: - с. Терсянка - с. Вікторівка - с. Воскресенка - с. Заливне - с. Зелена Діброва - с. Кринівка - с. Мар'янівка - с. Ніженка - с. Нововікторівка - с. Розівка - с. Тернівка |

## Склад ради
Рада складається з 16 депутатів та голови.

### Керівний склад ради
| ПІБ                        | Основні відомості                                                 | 25.10.2015 | Дата звільнення |
| -------------------------- | ----------------------------------------------------------------- | ---------- | --------------- |
| Кучеренко Роман Сергійович | Сільський голова, 1981 року народження, освіта, безпартійний      |            |                 |
| Кучеренко Роман Сергійович | Сільський голова, 1981 року народження, освіта вища, безпартійний | 25.10.2015 |                 |

Примітка: таблиця складена за даними джерела